# Disibodenberger Vertrag

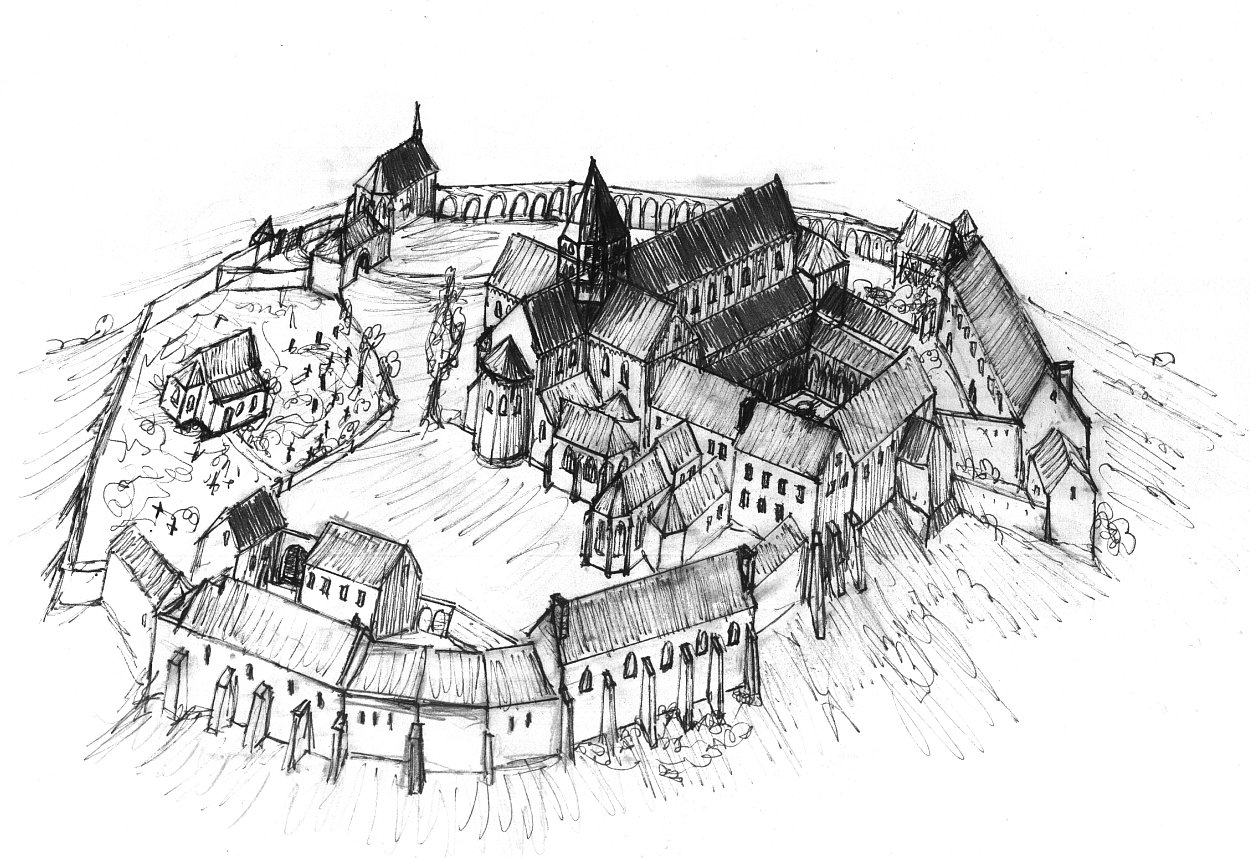
Klosteranlage Disibodenberg. Rekonstruktion der Anlage um 1500.

Der Disibodenberger Vertrag war ein Vertrag im Hause Wittelsbach, der am 21. Februar 1541 zwischen Pfalz-Simmern und Pfalz-Zweibrücken als Präsumptiv-Erben der Kurpfalz und der Kurfürstenwürde geschlossen wurde. Er war innerhalb dieser Familie der erste von mehreren Verträgen, in dem die Erbfolge und das Erbe geregelt wurden. Das Kloster Disibodenberg diente den Verhandlungsparteien als Beratungssitz. Kurpfalz selbst und die übrigen Agnaten wurden vom Inhalt des Vertrages zunächst nicht in Kenntnis gesetzt.

## Beteiligte
Verhandlungsführer waren Johann für die Linie Pfalz-Simmern und Ruprecht als Vormund Wolfgangs für die Linie Pfalz-Zweibrücken. Maßgeblich beteiligt an der Ausarbeitung der Verträge war der zweibrückische Kanzler Jakob Schorr von Hasel. Dieser war zuerst Landschreiber, später Kanzler und Geheimsekretär.
Ein Vertragsschluss war notwendig geworden, da das Aussterben der Kurpfälzer Linie der Wittelsbacher abzusehen war. Die Ehen von Ludwig V.,  Friedrich II. und Ottheinrich, die zum Heidelberger Zweig der Wittelsbacher gehörten, waren kinderlos geblieben. Der Hausvertrag von Pavia von 1329 bestimmte für das Haus der Wittelsbacher, dass gemäß der Primogenitur nur ein männlicher Erbe des Hauses Nachfolger werden dürfe. Auch im Testament Alexanders, dem Großvater Wolfgangs, war dieser Umstand besonders genannt worden.

## Vertragsinhalt
Beide Linien, Pfalz-Simmern und Pfalz-Zweibrücken, sollten bei dem Aussterben der Kurlinie die Kur mit vereinter Kraft für sich zu erhalten suchen. Der Vertrag regelte die vorgesehene Aufteilung der Pfälzer Besitzungen. Pfalz-Simmern als die ältere Linie sollte die Kur, Pfalz-Zweibrücken dafür einen Ausgleich erhalten, der Rest hälftig geteilt werden. Nur zwei Jahre später, im Jahr 1543, nahm mit der Geburt Georg Johanns der Zweig der Veldenzer seinen Anfang und mit Pfalz-Veldenz trat eine weitere Linie der Wittelsbacher als Erbsinteressenten auf. Georg Johann argumentierte später, dass sich ab diesem Moment der Zweibrücker Zweig in zwei teilte und somit Pfalz-Zweibrücken und Pfalz-Veldenz auf je ein Viertel an Ottheinrichs Erbe berechtigt seien.
Bereits am 3. Oktober 1543 wurde ein weiterer, der sogenannte Marburger Vertrag, beschlossen und weitere zehn Jahre später, 1553, wurde der Heidelberger Sukzessionsvertrag notwendig. 1559 starb die Kurlinie aus. Friedrich von Pfalz-Simmern erhielt die Kurwürde, Wolfgang von Pfalz-Zweibrücken erhielt das eine Generation zuvor neu entstandene Fürstentum Pfalz-Neuburg, die sogenannte Junge Pfalz. Georg Johann von Pfalz-Veldenz erhielt die Grafschaft Lützelstein.